# San Giovanni del Dosso
San Giovanni del Dosso (lombardul: San Giuànn) település Olaszországban, Lombardia régióban, Mantova megyében. Lakosainak száma 1248 fő (2023. január 1.). San Giovanni del Dosso Concordia sulla Secchia, Mirandola, Poggio Rusco, San Giacomo delle Segnate, Schivenoglia, Quistello és Borgo Mantovano községekkel határos.

## Népesség
A település lakossága az elmúlt években az alábbi módon változott:
| Lakosok száma | 1264 | 1245 | 1248 |
|               | 2017 | 2018 | 2023 |